# Hedvábník šedý

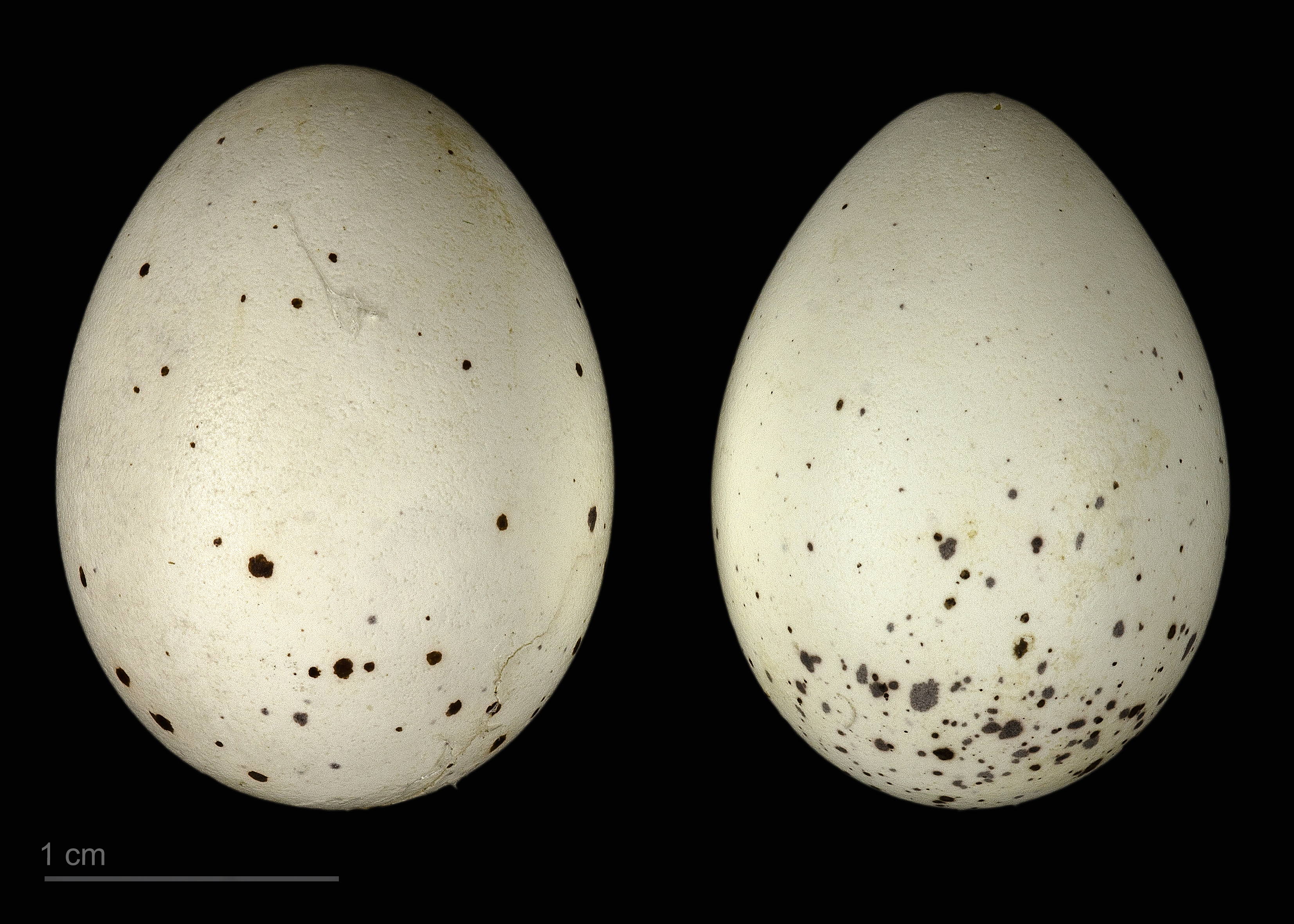
Hypocolius ampelinus

Hedvábník šedý (Hypocolius ampelinus) je zpěvný pták, jediný druh čeledi hedvábníkovitých (někdy bývá také uváděn jako příbuzný brkoslavů). Obývá aridní oblasti Blízkého východu od Egypta po Turkmenistán a Gudžarát; vzhledem k rozsáhlému areálu je řazen mezi málo dotčené taxony.
Dosahuje délky okolo 23 cm a hmotnosti 48–57 g. Je šedohnědě zbarvený s černými konci křídel a ocasu, samci mají navíc přes oči černý pruh. Období rozmnožování trvá od května do července, hnízdo si staví v hustém křoví: ve snůšce bývá čtyři až pět vajec, inkubace trvá dva týdny. V zimních měsících migrují hedvábníci k jihu a vytvářejí početná hejna. Ozývají se pronikavým hvízdáním, jsou velmi plaší a při vyrušení se okamžitě rozprchnou. Živí se plody salvadory perské, morušemi a datlemi, stravu si příležitostně zpestřují hmyzem.